# Kerbi Rodríguez
Kelvin Rafael „Kerbi” Rodríguez Pichardo (ur. 1 czerwca 1989 w Esperanzie) – dominikański piłkarz występujący na pozycji napastnika, obecnie zawodnik bośniackiego FK Modriča Maxima.

## Kariera klubowa
Rodríguez rozpoczynał karierę piłkarską w zespole Club Barcelona Atlético z siedzibą w stołecznym mieście Santo Domingo. W swoim debiutanckim sezonie 2007 wywalczył z nim mistrzostwo Dominikany. W 2009 roku, razem ze swoim rodakiem i kolegą klubowym Eduardo Acevedo, przeniósł się do serbskiego trzecioligowca FK Veternik z Nowego Sadu, gdzie spędził rok, po czym odszedł do FK Modriča Maxima z drugiej ligi Bośni i Hercegowiny.

## Kariera reprezentacyjna
W reprezentacji Dominikany Rodríguez zadebiutował 28 lipca 2006 w wygranym 2:0 spotkaniu z Kajmanami w ramach eliminacji do Mistrzostw Świata U–20 2007. W tym samym meczu strzelił także dwie bramki – pierwsze w kadrze narodowej. Dwa dni później, w tych samych rozgrywkach, zdobył cztery gole w wygranej 12:0 konfrontacji z Anguillą. Wystąpił w jednym meczu w kwalifikacjach do Mistrzostw Świata 2010, jednak jego drużyna nie zdołała awansować na mundial. Wziął także udział w kwalifikacjach do Mistrzostw Świata 2014, gdzie wpisał się na listę strzelców w wygranym 4:0 pojedynku z Kajmanami. Dominikańczycy ponownie nie zdołali się jednak zakwalifikować na światowy czempionat.